# Jeroen van der Veer

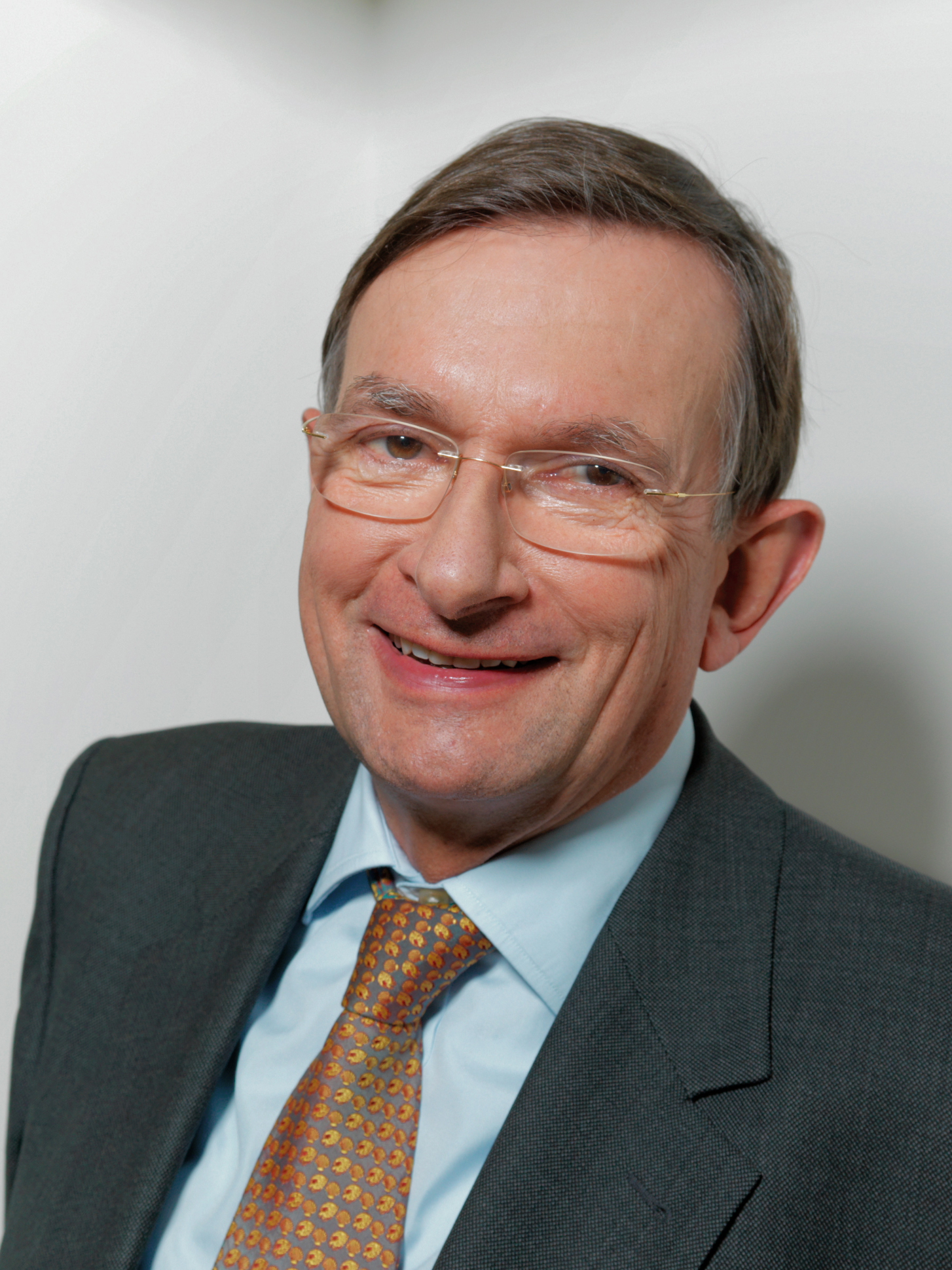
Jeroen van der Veer (2014)

Jeroen van der Veer (* 27. Oktober 1947 in Utrecht, Niederlande) ist ein niederländischer Manager und war bis Juni 2009 CEO eines der größten Unternehmen der Welt, der Royal Dutch Shell.

## Leben
Van der Veer studierte an der Technischen Universität Delft Maschinenbau und machte 1971 seinen Abschluss als Ingenieur. Anschließend nahm er ein Studium der Wirtschaftswissenschaften an der Erasmus-Universität Rotterdam auf und erhielt dort den Master of Science. Im Jahre 2005 bekam er die Ehrendoktorwürde der Universität in Port Harcourt (Nigeria).
Seit 1971 arbeitete van der Veer für das Unternehmen Shell. Im März 2007 wurde angekündigt, dass sein Vertrag bis Juni 2009 verlängert werden sollte. Damit war er der erste Executive Director bei Shell, der über das 60. Lebensjahr hinaus angestellt war.
Seit Oktober 2015 ist er der erste Non Executive Chairman des London Speaker Bureau und steht dem Beirat der internationalen Redneragentur vor.
Van der Veer ist verheiratet und hat drei Töchter.

## Ehrungen
Nachdem er 2009 in den Ruhestand versetzt worden war, wurde ihm von Königin Beatrix der Orden von Oranien-Nassau verliehen. Im Jahre 2010 wurde er Ehrenbürger von Singapur.